# 沙河 (唐山)
沙河，位于中华人民共和国河北省唐山市的一条河流，发源于迁安市蔡园镇好树店村（郝树店村）以北的灵山，蜿蜒向南，流经迁安市西南部、滦州市西部、古冶区东部、丰南区东部和曹妃甸区西部等地区，于丰南区黑沿子镇与黑沿子排干交汇，南流入渤海。河长138千米，流域面积902平方千米，年均径流量4645万立方米。